# Zeno.org

Zeno.org

Zeno.org este o editură și o bibliotecă online în limba germană, care a luat ființă în anul 2007, fiind asemănătoare cu Directmedia Publishing, o editură electronică care are sediul în Berlin și publică material științific.
Materialul informativ este arhivat în limba germană sub forma unei biblioteci digitale pe DVD-uri, unele texte fiind scanate ca format Zeno-XML. Deoarece Zeno n-a adus veniturile scontate, a fost propusă spre vânzare, în viitor fiind patronată de Editura Gesellschaft für Verlagsdienstleistungen mbH de asemenea din Berlin.